# Marcus Gerstenberger
Marcus Gerstenberger (* 14. März 1553 in Buttstädt, Thüringen; † 29. August 1613 in Altenburg) war ein deutscher Jurist, Geheimer Rat, Kanzler und Geheimer Hofrat.

## Leben

### Familie
Marcus Gerstenberger wurde als drittes Kind der Eheleute (Heirat 1544) Jacob Gerstenberger (* 1512 in Buttstädt, † 1561 ebenda, Stadtrichter und fürstlicher Hauptmann in Sachsen) und Anna Neuck (* 1510 in Erfurt, † 1578 in Buttstädt) geboren. 
Seine Geschwister waren:
- Michael (1545–1600),
- Elisabeth (1548–1625) und
- Joachim (1559–1624).

Seine Kindheit verbrachte er in seiner Geburtsstadt. Später besuchte er die Schule in Neustadt an der Orla. Sein Lehrer war der Schulmeister Blumenröder. Danach studierte er in Jena und später an der Universität zu Köln. Bereits mit 22 Jahren promovierte er zum Doktor beider Rechte (Doctor iuris utriusque). Während seiner Kanzlerzeit in Altenburg übernahm er die Kosten der Versorgung auf Lebenszeit armer Schüler der Stadt.
Er war in erster Ehe seit 1575 mit Anna Köler (Köhler; * 9. November 1556 in Pretzsch, † 1. Oktober 1601 in Weimar) verheiratet. Mit ihr hatte er neun Kinder:
- Anna (* nach 1575), verh. mit Joachim Goldstein, merseburgischem Stiftskanzler
- Margarethe (* um 1578), Heirat mit Caspar Goldstein, fürstlich-erzbischöflichem Rat zu Magdeburg.
- Marcus (Marx) (1583–1634), kurfürstlich-sächsischer Rat zu Ranstedt, Hofrat zu Dresden
- Christine (1586–1613), verh. mit Burckhard Lucan
- Juliana (als Kind verstorben)
- Johann (Hans) (1589–1622),
- Sophie (1590–1611), verh. mit Apollo Wigand, Bürgermeister in Nordhausen
- Justina (1593–1636), verh. mit Heinrich von Milbitz
- Elisabeth (1595–1621), seit 1614 verheiratet mit Johann (Hans) Zeidler genannt Hofmann.

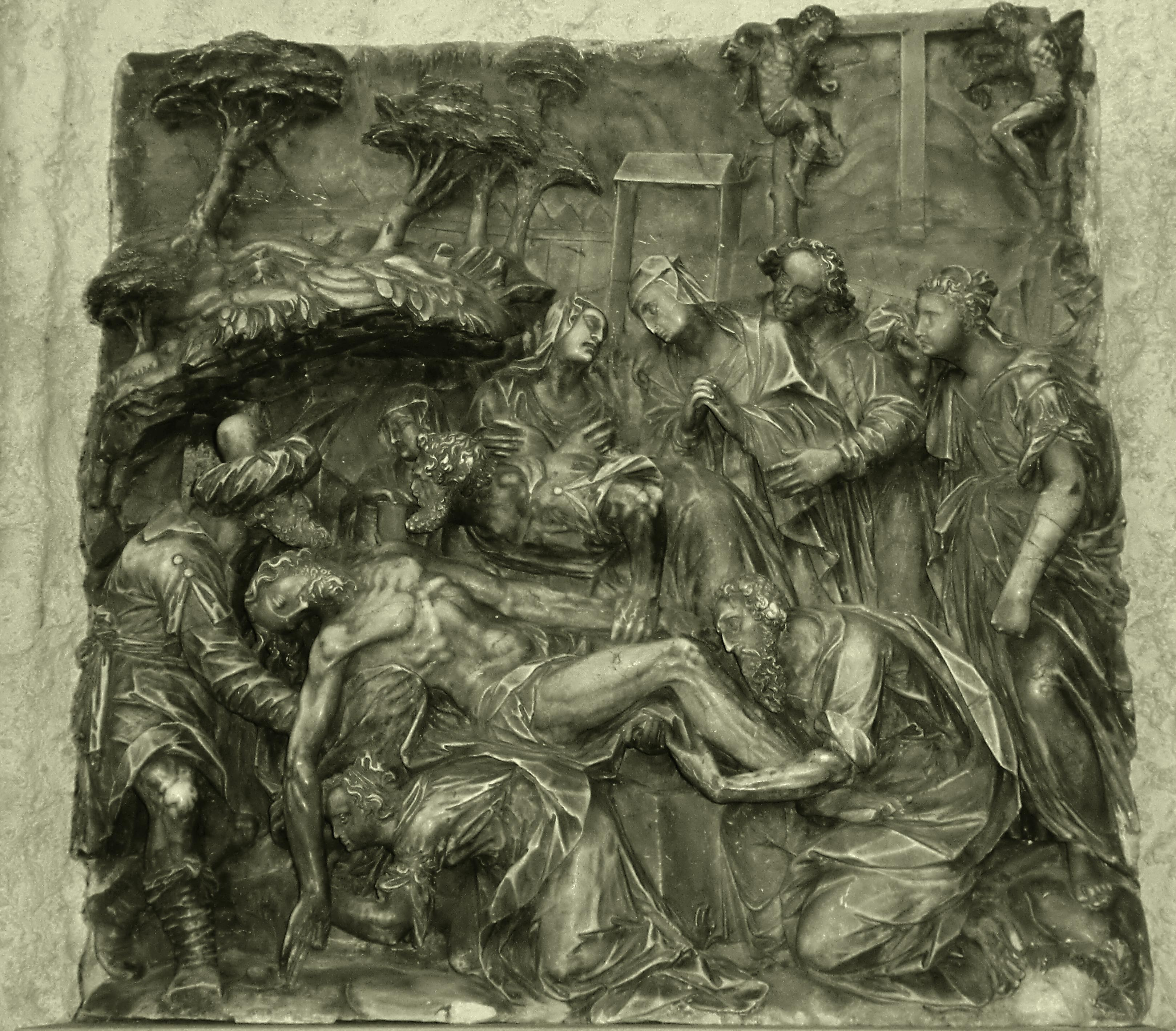
Christoph Walther IV, Grablegung Christi. Relief von Marcus Gerstenbergers Epitaph, Kreuzkirche Dresden

Nach dem Tod seiner ersten Frau heiratete er 1606 Catharine Richter, die Tochter des Johann Richter (Bergmeister zu Altenburg). Als seine zweite Ehefrau um 1608 verstorben war, heiratete er in dritter Ehe seine Hauswirtschafterin Catharina Neuendorf. 
Um 1593 bekam er das Rittergut Schwerstedt bei Weimar zugesprochen. Später kamen die Rittergüter Leutendorf, Prosdublich, Schiebelau bei Sulza und Drackendorf hinzu.
Mit 60 Jahren starb er in Altenburg; er wurde am 29. August 1613 in der Dresdner Sophienkirche beigesetzt. Das Epitaph schuf Christoph Walther IV, das Relief Grablegung Christi konnte vor der Beseitigung der Kirche 1963 gerettet werden und ist heute in der Dresdner Kreuzkirche zu sehen.

### Berufsleben
Nach seinem erfolgreichen Studium der Rechte im Jahr 1576 arbeitete er als Jurist und Geheimer Rat für zwei Jahre für Volkmar Wolffen Graf zu Hohnstein in Hohnstein und wurde dort zum Kanzler bestellt. Nach dessen Tod übte er für den Sohn Ernst von Hohnstein die genannten Tätigkeiten bis 1588 weiter aus.
Danach wurde er zum Kanzler von Herzog Friedrich Wilhelm und dessen Söhnen in Weimar und Altenburg bestellt. 1592 stiftete er zwölf Freitische (Stipendium) für Jenaer Studenten. Im Jahr 1592 wurde er nach Torgau beordert und leitete das Direktorium. Bis 1594 war er in Weimar und Altenburg als Kanzler und Kammergeheimrat tätig. Im Jahr 1594 wurde ihm auf dem Reichstag in Regensburg vom Kaiser Rudolf II. das Vizekanzellariat zum Beglaubigen der Urkunden und Schriftstücke übertragen. Feierlich wurde er für seine Verdienste im Jahr 1601 geadelt. In den Jahren 1608, 1609 und 1610 war er Verhandlungsführer im Auftrag von Kaiser Rudolf II. bei Gebietsanspruchsverhandlungen in Prag und Zaschla in Böhmen. Um 1611 wurde er zum Hofrat nach Dresden berufen und wiederum nach Prag vom Kaiser Rudolf II. zur Klärung von Streitigkeiten und zur Teilnahme am Kurfürstentag in Nürnberg berufen. Er übernahm Vormundschaft und später die Erbschaftsregelung des verstorbenen Kurfürsten Christian II. am sächsischen Hof. Anfang des Jahres 1613 beorderte der Kaiser ihn erneut nach Wien, um in Lehensforderungen des Landes Sachsen zu verhandeln. 
Er schuf und verfasste neue Richtlinien für die Rechtsprechung und regelte auf vereinfachte Art die Gesetze seiner Zeit und verfasste Schriftstücke und Bücher.

### Bücher und Schriften
- 1594: Friedrich Taubmann und Marcus Gerstenberger: Friderici Taubmani, Franci Columbae Poeticae, sive Carminum variorum Liber; Witebergae : Helwig, 1594
- 1601: Gregorius Strigenicius, Marcus Gerstenberger, Bartholomäus Voigt, Franz Schnellboltz und Johann Beyer: Das Newe vom Jahre. Das ist: Das Newe vom Jahre. Das ist: Die schöne/ Tröstliche und frewdenreiche Weissagung/ Von der Newen Empfengnis/ Menschwerdung/ unnd newen leiblichen Geburt des Sohns Gottes : welche der grosse Prophet Jeremias … auffgeschrieben hat/ in seinem Buche am XXXI. Cap.